# Stauropus nigrescens
Stauropus nigrescens är en fjärilsart som beskrevs av Barend J. Lempke 1959. Stauropus nigrescens ingår i släktet Stauropus och familjen tandspinnare. Inga underarter finns listade i Catalogue of Life.